# Grafschaft Roussillon

Wappen der Grafschaft Roussillon

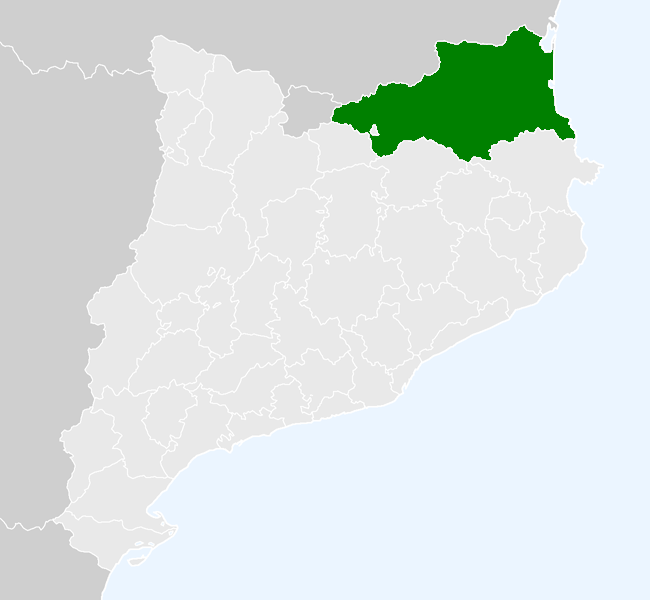
Lage Roussillons innerhalb Kataloniens

Die Grafschaft Roussillon (katalanisch Comtat del Rosselló, französisch Comté de Roussillon, okzitanisch Comtat de Rosselhon, spanisch Condado de Rosellón) war im frühen Mittelalter eine der Grafschaften der Spanischen Mark. Ab 1172 stand sie mit Unterbrechungen unter der Herrschaft der Krone von Aragón und wurde 1659 eine Provinz des Königreiches Frankreich.

## Als Teil der Spanischen Mark
Im Jahr 778 forderten gegen den Emir von Córdoba, Abd ar-Rahman I., rebellierende Adelige den fränkischen König Karl den Großen auf, in Nordspanien militärisch einzugreifen. Sie boten ihm die Oberherrschaft in dem Gebiet nördlich des Flusses Ebro an. Karl sammelte Truppen, der sich Hilfstruppen aus der Gascogne und Aquitanien anschlossen, und überquerte die Pyrenäen. Der Feldzug war jedoch ein Fehlschlag, und Karl musste sich in Gebiete nördlich des Gebirges zurückziehen. Ermutigt durch das Scheitern Karls, erhoben sich die Basken und vernichteten in der Schlacht von Roncesvalles die Nachhut der fränkischen Truppen.
Weder die geografischen Gegebenheiten noch die Angriffe der Muslime erwiesen sich als das hauptsächliche Hindernis bei der Einbeziehung Südfrankreichs in das Fränkische Reich. Kritisch war vielmehr die Haltung der örtlichen Bevölkerung. Beim Herannahen fränkischer Truppen unterwarfen sich die Einwohner fast immer sofort, doch war diese Unterwerfung jeweils nur von kurzer Dauer. Daher sorgte Karl dafür, dass alle Grafschaften der Region, die er besetzen konnte, von fränkischen Adligen regiert wurden und alle Äbte Franken waren. Die karolingische Eroberung Südfrankreichs war mehr als die einfache Übernahme bestimmter Gegenden durch einen fernen Monarchen; es war ein absichtlicher, anhaltender und grundlegender Angriff auf die vorher bestehenden Strukturen.
Karls missglückte Eroberung Saragossas scheint eine Anzahl spanischer Christen, die Karl unterstützt hatten, dazu veranlasst zu haben, sich nördlich der Pyrenäen in Sicherheit zu bringen. Er gab ihnen dort Ländereien, aprisiones genannt, auf denen sie siedeln konnten, besonders im Roussillon und der Umgebung von Narbonne. So entstand in diesen Gegenden eine frankenfreundliche, kaisertreue Bevölkerungsgruppe.

Grafschaften der Spanischen Mark im 9. Jahrhundert

Im Jahr 796 eröffneten die Franken erneut eine Offensive gegen die Muslime. 801 gelang ihnen ein großer Vorstoß. Eine Armee unter dem Befehl Ludwigs dem Frommen und Wilhelms von Aquitanien überquerte die Pyrenäen und eroberte Barcelona. Wenige Jahre später herrschten die Karolinger über einen Gebietsstreifen, der von Pamplona nahe dem Atlantik bis zum Mittelmeer reichte und als Spanische Mark bezeichnet wird. Doch bildete diese keine politische Einheit, sondern war in Grafschaften unterteilt. Zur Zeit Karls des Großen scheint es eine Regel gewesen zu sein, dass ein Graf nur eine Grafschaft regierte. Dieser vertrat vor Ort das karolingische Regierungssystem und verfügte über erwiesene Führungsqualitäten in Verwaltung oder Militär, war sogar oft mit dem Königshaus verwandt. Er führte die Truppen seines Herrschaftsgebietes in die Schlacht, war verantwortlich für die Verteidigung des Landes und die Schaffung und den Unterhalt der örtlichen Verteidigungsanlagen. Er kümmerte sich um die Einnahmen aus den Krongütern und anderen dem König zustehende Zahlungen, sorgte für Recht und Ordnung und saß dem königlichen Gericht vor. Die Grafen leiteten auch die Münzprägeanstalten, die im Namen des Königs betrieben wurden. Unter der Regierung Ludwigs des Frommen gab es eine zunehmende Zahl von Fällen, in denen mehrere Grafschaften einem einzigen Grafen anvertraut wurden. Die Herrschaft war abgesehen von wenigen Ausnahmen nicht vererbbar. Bei Erbstreitigkeiten im karolingischen Königshaus unterstützten die Grafen von Roussillon öfters die unterlegene Partei. Das führte zur Absetzung der bisherigen und der Einsetzung neuer, meist fränkischstämmiger Grafen. Zwischen 812 und 878 wurde die Grafschaft Roussillon von zehn verschiedenen Grafen regiert.
Miró der Ältere, der Bruder von Wilfred dem Haarigen von Barcelona, wurde 878 von König Ludwig II. in seinem Amt als Graf von Roussillon bestätigt. Die Grafen verhielten sich loyal gegenüber den Königen Karlmann und Karl III. und nahmen 881 am Hoftag teil. Jedoch führte der Verfall der königlichen Macht in der Spanischen Mark allmählich dazu, dass sich die Grafen als unabhängige Herrscher betrachteten. Die Nachfolge Mirós (896) in der Grafschaft Roussillon und Wilfreds (897) in Barcelona wurde bereits ohne Einflussnahme des fränkischen Lehnsherrn geregelt. Fortan wurden die Grafschaften in direkter Linie in der Grafenfamilie vererbt.

## Unter der Krone Aragóns
Als Girard II., der einzige legitime Sohn von Graf Gausfred III., 1172 kinderlos starb, setzte er Alfons II. von Aragón als seinen Erben ein. Kurz nach dem Tod Girards nahm Alfons II. Perpignan und die ganze Grafschaft Roussillon in Besitz. Fortan war das Roussillon eine Grafschaft unter der Oberherrschaft der Krone Aragóns. 1209 belehnt Alfons II. seinen Bruder Sancho mit der Grafschaft Roussillon. Als Sanchos Sohn Nuño Sánchez ohne legitime Nachkommen starb, fiel das Lehen an die Krone Aragóns zurück.

### Nach der Teilung des aragonesischen Erbes durch Jakob I.
Nach dem Tod des Infanten Alfonso im Jahr 1258 teilte Jakob I. von Aragón am 21. August 1262 sein Reich unter seinen verbliebenen Söhnen auf: Peter erhielt die Herrschaft über die Königreiche Aragón und Valencia sowie über die Grafschaft Barcelona. Jakob bekam das Königreich Mallorca, die Herrschaft Montpellier und die nordkatalanischen Grafschaften Roussillon, Collioure, Conflent, Vallespir und Cerdanya. Das Testament wurde am 26. August 1272 bestätigt und nach dem Tod Jakobs am 27. Juli 1276 so ausgeführt.

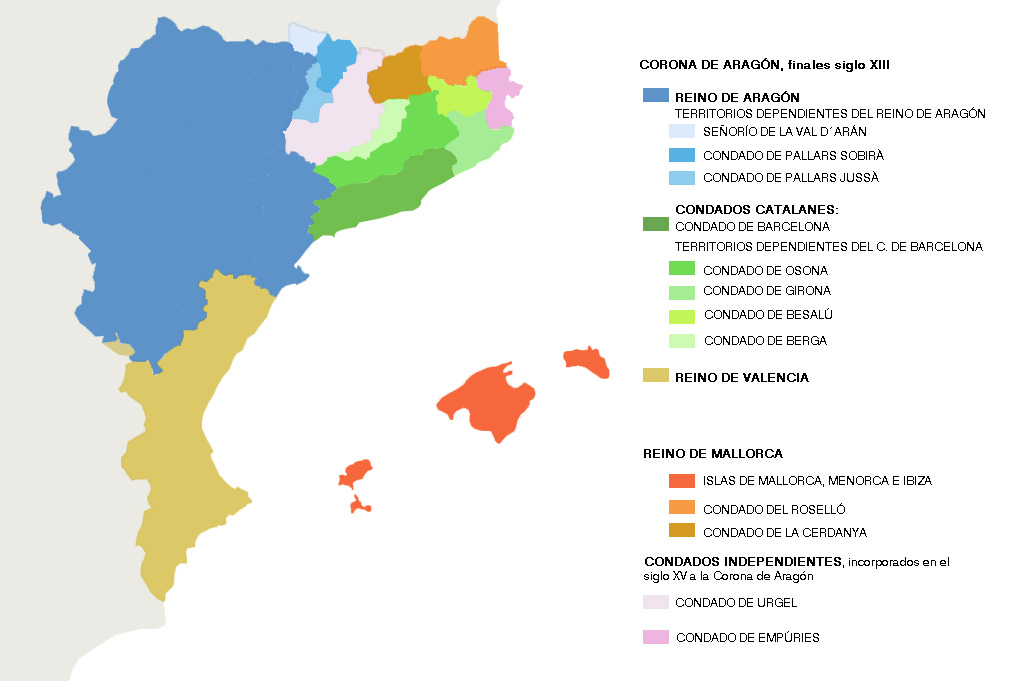
Die Krone von Aragón, bestehend aus dem Königreich Aragón und den von diesem in Personalunion regierten Staaten im 13. Jahrhundert: a) das Königreich Aragón (dunkelblau) und hiervon abhängige Grafschaften und die Herrschaft Val d'Aran (in hellen Blautönen); b) katalanische Grafschaften (grün): die Grafschaft Barcelona (dunkelgrün) mit den von dieser abhängigen Grafschaften (in hellen Grüntönen); c) Königreich Valencia (ockerfarben); d) Königreich Mallorca, bestehend aus den Balearen im Süden (rot) und den Grafschaften Roussillon (orange) und Cerdanya (hellbraun) im Norden; e) weitere Gebiete (pink und rosa). Die italienischen und griechischen Besitzungen siehe auf der folgenden Karte.

Kurz nach seiner Regierungsübernahme zweifelte Peter III. von Aragón die Rechtmäßigkeit der Erbteilung an, da seinem Bruder, Jakob II. von Mallorca, ein großer Teil des Stammerbes des Hauses Aragón zugefallen sei, das nach aragonesischem Recht nicht hätte geteilt werden dürfen. Peter erwirkte eine Übereinkunft mit Jakob. In einem Vertrag, der am 20. Januar 1279 unterschrieben wurde, blieb Jakob König von Mallorca und Graf von Roussillon und Cerdanya, jedoch unter der Oberhoheit des Königs von Aragón. Die Grafen von Roussillon hatten die Pflicht, an den Cortes von Katalonien teilzunehmen und sich an deren Beschlüsse zu halten. Der König von Mallorca hatte das Recht, auf der Insel eigenes Geld zu prägen. Dieses Recht bezog sich nicht auf die Grafschaft Roussillon und seine weiteren Besitzungen auf dem Festland. Dort sollten barcelonesische Münzen gelten.
Der Vertrag wurde von den Räten der Balearen, des Roussillon und der Cerdanya gebilligt. Sie gelobten, im Fall einer Vertragsverletzung den Anordnungen des Königs von Aragón zu folgen.

### Der aragonesische Kreuzzug

Die Krone von Aragón mit ihren Königreichen, Herzogtümern, Grafschaften, Fürstentümern und Herrschaften. Die Jahreszahlen beziehen sich auf den Erwerb der betreffenden Gebiete oder deren Besitzdauer: Die französischen und griechischen Besitzungen waren von kurzer Dauer (Beginn und Ende angegeben); in den anderen Fällen ist die Phase der Eroberung umrissen. Ohne Jahreszahl die iberischen Kernlande, die bis zum endgültigen Aufgehen Aragoniens im spanischen Gesamtstaat im 18. Jahrhundert dazugehörten. Am nördlichen Rand Kataloniens sind die Grenzen der Grafschaft Roussillon eingezeichnet (Name auf der Karte nicht genannt). Das Roussillon wurde 1659 an Frankreich abgetreten.

Nach der sogenannten Sizilianischen Vesper, einem Aufstand gegen Karl von Anjou in Sizilien, besetzte Peter III. von Aragón die Insel und krönte sich als Peter I. zum König von Sizilien. Daraufhin wurde er von Papst Martin IV. exkommuniziert, weil er widerrechtlich ein Lehen des Heiligen Stuhls besetzt hatte. Im Jahr 1283 enthob der Papst Peter III. all seiner Ämter und übertrug die Herrschaft über die Länder der Krone von Aragón auf den 13-jährigen Karl von Valois. Zudem rief er zu einem heiligen Krieg gegen die Krone von Aragón auf, der heute als Aragonesischer Kreuzzug bekannt ist.
Dieser wurde in erster Linie von Truppen König Philipps III. von Frankreich geführt. Jakob II., König von Mallorca und Graf von Roussillon und Cerdanya, gestattete den Kreuzzugstruppen den Durchmarsch durch seine Territorien und nahm mit eigenen Truppen am Kampf gegen seinen Bruder, den König von Aragón, teil. Dies wurde von Peter III. als Hochverrat angesehen. Peters Kampf gegen Philipp von Frankreich und Jakob von Mallorca fand an zwei Fronten, auf dem Festland und den Balearischen Inseln, statt:
Am 5. September 1285 marschierten die französisch-mallorquinischen Truppen in der katalanischen Stadt Girona ein. Während der Belagerung Gironas traten im französischen Lager erste Fälle einer sich schnell ausbreitenden Seuche auf, vermutlich der Ruhr, an der auch Philipp III. erkrankte. Als sich die Kunde verbreitete, die französische Flotte habe im Kampf gegen die von Admiral Ruggiero di Lauria befehligte Flotte der Aragonesen eine Niederlage erlitten, zogen sich die Kreuzfahrer aus Katalonien zurück. Der französische König, Philipp III., starb am 5. Oktober 1285 in Perpignan. Sein Tod bedeutete das Scheitern des Kreuzzugs.
Während Peter selbst auf dem Festland kämpfte, versuchte sein Sohn, Alfons, die Insel Mallorca in seine Hand zu bringen. Am 19. Oktober 1285 eroberte er Palma de Mallorca. Der Tod seines Vaters, Peter III., am 10. November 1285 zwang ihn, auf das Festland zurückzukehren, um sich als Peter IV. in Saragossa zum König von Aragón krönen zu lassen.
Im Juli 1286 wurde zwischen Frankreich und Aragón ein Friedensvertrag geschlossen, der den Kreuzzug offiziell beendete.

### Rückkehr unter die Regierung Aragóns
Ende 1341 beschloss Peter IV., die Herrschaft über das Königreich Mallorca und die Grafschaften Roussillon und Cerdanya wieder unmittelbar auszuüben.
Am 4. Februar 1342 beschuldigte er Jakob III. von Mallorca, in beiden Grafschaften widerrechtlich Münzen prägen zu lassen und in Umlauf zu bringen. Außerdem habe Jakob es versäumt, an den katalanischen Cortes in Barcelona teilzunehmen. Am 29. Mai 1342 begann Peter IV. die Belagerung Mallorcas, und am 1. Juni nahm er in der Kathedrale von Palma feierlich den Titel des Königs von Mallorca an. Am 29. Juni 1343 marschierte er in der Grafschaft Roussillon ein und eroberte am 16. Juli Perpignan.

## Innerer Zwist und Kämpfe mit Frankreich

### Widerstand gegen König Johann II. und katalanischer Bürgerkrieg (1462–1472)
Als Alfons V. von Aragón 1458 starb, wurde sein Bruder als Johann II. sein Nachfolger in den Ländern der Krone von Aragón. Der in Kastilien geborene Johann war durch seine Heirat mit Blanka von Navarra seit 1425 König von Navarra, und die führenden Schichten Kataloniens standen ihm ablehnend gegenüber, da vermutet wurde, er werde sich, wie bereits vorher sein Bruder, kaum um die Belange Kataloniens kümmern und sein Interessenschwerpunkt liege in Navarra und den teils verlorenen Besitzungen der Infantes de Aragón in Kastilien. Dagegen war Karl von Viana, der Sohn Johanns und Blankas, in Katalonien beliebt. Karl war bereits in Navarra in einen erbitterten Bürgerkrieg gegen seinen Vater verwickelt. Als er 1460 von seinem Vater in Haft genommen wurde, setzte die katalanische Generalitat, in der der hohe Klerus und der Adel Kataloniens sowie die wohlhabende Bürgerschaft der katalanischen Städte vertreten waren, seine Freilassung durch. In Barcelona wurde ihm ein triumphaler Empfang bereitet. Die zweite Ehefrau Johanns, Juana Enríquez, die König Johann in Katalonien vertrat, erreichte ein Abkommen zwischen Johann und Karl. Darin wurde der Prinz als Thronfolger in allen Ländern Aragóns anerkannt und als ständiger Vertreter des Königs in Katalonien eingesetzt. Kurz darauf, am 23. September 1461, starb Karl jedoch, und es ging das Gerücht um, seine Stiefmutter, Königin Juana Enríque, habe ihn vergiftet. Die Königin war gezwungen, Barcelona zu verlassen, und begab sich mit Ferdinand, ihrem 10-jährigen Sohn, nach Girona. 1462 stellte die Generalitat von Katalonien eine Armee gegen aufständische leibeigene Bauern auf, es begann die Guerra de los Remensas, die in den katalanischen Bürgerkrieg (1462–1472) mündete. Unter der Führung des Grafen von Pallars griff eine katalanische Armee Girona an, eroberte die Stadt und belagerte vom 6. Juni 1462 an auch die Zitadelle, in der sich die Königin mit ihrem Sohn in Sicherheit gebracht hatte.
Da Johann nicht mit militärischer Unterstützung aus den Ländern Aragóns rechnen konnte, erbat er Hilfe vom König von Frankreich. Durch Vermittlung seines Schwiegersohns, des Grafen Gaston IV. von Foix, erreichte er, dass 1462 ein Beistandsvertrag geschlossen wurde. Darin versprach der französische König, Ludwig XI., eine Streitmacht zu schicken, um den Aufstand der rebellischen Bauern niederzuschlagen. Für die Kosten des Feldzugs verpfändete Johann die Grafschaften Roussillon und Cerdanya an Frankreich. Die Ankunft des Grafen von Foix mit französischen Hilfstruppen zwang die Katalanen zum Abbruch der Belagerung der Zitadelle von Girona am 23. Juli 1462. Nach sieben Wochen konnten die Königin und ihr Sohn Girona verlassen. Die katalanische Generalitat erklärte den König, die Königin, ihre Berater und Diener zu Feinden des Landes und forderte alle Personen über vierzehn Jahren auf, die Waffen gegen den König zu erheben. In den zehn Jahren des Bürgerkriegs boten die Katalanen zunächst Heinrich IV. von Kastilien, dann dem Infanten, Peter von Aragón, und nach dessen Tod Herzog René I. von Anjou die Herrschaft über Katalonien an. Als jedoch Johann II. von Aragón zahlreiche Gebiete gewaltsam zurückeroberte, ihn immer mehr Angehörige des katalanischen Adels als ihren Monarchen anerkannten und er zudem erhebliche Zugeständnisse bezüglich der Behandlung der rebellischen Katalanen versprach, kam es zu Verhandlungen, die am 17. Oktober 1472 erfolgreich abgeschlossen wurden. Am nächsten Tag zog der König in Barcelona ein.

### Aragón fordert Frankreich heraus
Nachdem Frieden in Katalonien eingekehrt war, wollte sich Johann II. an Ludwig XI. rächen, den er für den Bürgerkrieg, der Teile Kataloniens verwüstet hatte, verantwortlich machte und der noch immer die Grafschaften Roussillon und Cerdanya besetzt hielt. Die Einwohner der beiden Grafschaften hatten große Vorbehalte gegen die französische Herrschaft. Die Städte Perpignan und Elne einigten sich mit Johann, die französischen Garnisonen anzugreifen. Die Franzosen, die sich in mehreren Festungen verschanzten, wurden von Johanns Armee belagert. Als ein starkes französisches Entsatzheer eintraf, war Johann selbst drei Monate in Perpignan eingeschlossen, bis Verstärkung aus Aragonien und Katalonien anrückte. Die aragonesischen Truppen unter Johanns Sohn Ferdinand zwangen die Franzosen zum Rückzug. Ludwig XI. trat 1473 in Verhandlungen ein, um Zeit zu gewinnen und mit frischen Truppen erneut den Angriff zu wagen. Nach dem Tod Heinrichs IV. von Kastilien sah sich Ferdinand durch den Kastilischen Erbfolgekrieg gezwungen, in Kastilien seinen Anspruch auf den dortigen Thron zu verteidigen. Streitigkeiten mit aragonesischen Adeligen hielten unterdessen seinen Vater, König Johann von Aragón, davon ab, Perpignan zu verteidigen. So besetzten die französischen Truppen 1474 abermals das Roussillon und überquerten die Pyrenäen. Im Oktober 1478 schlossen Ludwig XI. und Johann II. einen Vertrag, in dem sich Johann verpflichtete, die Grafschaften Roussillon und Cerdanya so lange in der Hand Frankreichs zu belassen, bis er sie auslösen könnte. Johann starb am 29. Januar 1479.

Spanien und Portugal zur Zeit der Katholischen Könige vor 1492. Die Grenze zu Frankreich verläuft teilweise nördlich des Pyrenäenkamms. Das Roussillon untersteht noch offiziell der Herrschaft Aragóns, auch wenn es bereits zeitweilig seit dem Katalanischen Bürgerkrieg von Frankreich besetzt ist.

Am 19. Oktober 1469 hatte sein Sohn und Nachfolger, Ferdinand II. von Aragón, die Infantin Isabella von Kastilien geheiratet und nach dem Tod ihres Vaters, Heinrichs IV., 1474 mit ihr gemeinsam die Herrschaft über Kastilien übernommen. (Dort wird er als Ferdinand V. gezählt.) Nach dem Tod Johanns II. und dem Regierungsantritt Ferdinands in Aragón regierten Isabella und Ferdinand, oft als die Katholischen Könige bezeichnet, gemeinsam die Länder beider Krone; Ansprüche Portugals auf Kastilien waren im Kastilischen Erbfolgekrieg abgewehrt worden. So war die Grundlage für den späteren spanischen Gesamtstaat gelegt. Im Jahr 1493 suchte Ferdinand II. die Beziehungen zu Frankreich neu zu ordnen. Im Vertrag von Barcelona machte er den Franzosen Zugeständnisse in Italien. Im Gegenzug sicherte ihm der französische König, Karl VIII., die Rückgabe der nordkatalanischen Grafschaften zu. So kam das Roussillon wieder unter die Herrschaft Aragóns.

## Eingliederung in das Königreich Frankreich

### Aufstand der Schnitter und französische Besetzung
Im Jahr 1625 entwickelte Gaspar de Guzmán, Graf von Olivares ein Konzept, wie die verschiedenen Teile des Königreichs an dessen militärischen Anstrengungen zu beteiligen waren. Aragonien und Valencia stimmten ihm 1626 widerwillig zu, Katalonien war hartnäckig und leistete nur einen geringen, symbolischen Beitrag. Die Forderungen, die Olivares an Katalonien stellte, waren unverhältnismäßig, da er dessen Einwohnerzahl auf eine Million schätzte und es tatsächlich nur etwa vierhunderttausend Einwohner in Katalonien gab. Im Jahr 1638 marschierten französische Truppen im Baskenland ein und belagerten Fuenterrabia. Die Entlastungstruppen, die die französischen Angreifer zurückschlugen, setzte sich aus Soldaten aller Regionen zusammen, mit Ausnahme Kataloniens, das sich weigerte, Truppen zu entsenden. Um die Katalanen direkt zu einem Beitrag zu den Kriegsanstrengungen zu zwingen, legten Olivares und seine Berater den Weg für den 1639 folgenden Feldzug gegen Frankreich durch Katalonien. Der Gegenangriff sollte von den Grafschaften Roussillon und Cerdanya aus vorgenommen werden. Die nach der Rückeroberung der Festung von Salses aus Frankreich zurückkehrenden Truppen sollten in Katalonien verbleiben. Die, nach Ansicht der Katalanen, widerrechtliche Anwesenheit fremder Truppen, die sich aus Wallonen, Deutschen, Neapolitanern und Kastiliern zusammensetzten, bewirkte in vielen Ortschaften des Fürstentums Aufstände der zum Unterhalt der Truppen verpflichteten Bauern. Die Bevölkerung zeigte sich nicht bereit, die Truppen zu beherbergen und zu verpflegen. Der Hass gegen die „ausländischen“ Truppen führte im Mai 1640 zu einem allgemeinen Aufstand, als Bauern die spanischen Truppen angriffen. Im Juni begaben sich die Rebellen nach Barcelona, wo sie Landarbeiter mobilisierten. Arme Bauern erhoben sich gegen ihre Grundherren, Arbeiter und Arbeitslose übernahmen die Straßen. Königliche Beamte, darunter der Vizekönig, wurden ermordet. Wie schon in der Guerra de los Remensas in der Mitte des 15. Jahrhunderts gelang es der Generalitat Kataloniens, den Aufstand der sozial benachteiligten Bauern und Landarbeiter in einen Aufstand gegen die Krone zu verwandeln. Bereits im April 1640, also einen Monat vor dem Aufstand, hatte sie geheime Verhandlungen mit Frankreich aufgenommen, und im Oktober desselben Jahres wurde eine Vereinbarung über französische Militärhilfe für Katalonien getroffen. Die Kosten hierfür sollte Katalonien tragen. Im Januar 1641 stellten die Katalanen ihr Fürstentum offiziell unter den Schutz Frankreichs, Ludwig XIII. ernannte einen französischen Vizekönig, und die Verwaltung wurde frankreichtreuen katalanischen Beamten übertragen. Im Jahr 1642 besetzten französische Truppen die Grafschaften Roussillon und Cerdanya.
Die Franzosen beuteten das Land aus, sodass sich die wirtschaftliche Situation in erschreckendem Maß verschlechterte. Eine Hungersnot und Seuchen dezimierten die Bevölkerung. Truppen des spanischen Königs, Philipps IV., eroberten Lleida und große Teile Westkataloniens. 1644 legte Philipp einen Eid ab, mit dem er gelobte, die althergebrachten Rechte der Katalanen zu achten. Als sich der Druck Frankreichs abschwächte, zog die spanische Armee 1651 gegen Barcelona. Die unter dem Befehl von Juan José de Austria stehenden Truppen übernahmen die Stadt 1652. Die Grafschaften Roussillon und der nördlich der Pyrenäen liegende Teil der Grafschaft Cerdanya blieben weiterhin von Frankreich besetzt.

### Pyrenäenfrieden
Im Westfälischen Frieden wurde kein Ende der Kämpfe zwischen Spanien und Frankreich vereinbart, weil Spanien die von Frankreich verlangte Abtretung der nördlich der Pyrenäen liegenden Teile Kataloniens zurückwies. Im Roussillon und Cerdanya blieb es in den folgenden sieben Jahren relativ ruhig, da Frankreich mit dem Aufstand der Fronde und Spanien mit der Rückgewinnung Portugals beschäftigt war. Die Verschlechterung der Situation Spaniens auch zur See führte dazu, dass Philipp IV. Friedensverhandlungen mit Frankreich aufnahm. So wurde am 7. November 1659 der Pyrenäenfriede geschlossen, und als Zeichen der Verbundenheit beider Nationen wurde die Heirat zwischen Ludwig XIV. und der Infantin Maria Teresa von Spanien vereinbart. Spanien verzichtete auf die Grafschaft Roussillon, Teile der Grafschaft Cerdanya und einige weitere Gebiete nördlich des Pyrenäenkamms.
Als Folge des Pyrenäenfriedens wurde die Grafschaft Roussillon eine Provinz Frankreichs. Alle althergebrachten Institutionen wurden aufgelöst und ein Militärgouverneur eingesetzt. Es wurde ein königlicher Intendant ernannt, der für die Steuererhebung verantwortlich war. Französisch wurde zur Gerichtssprache erklärt.

## Liste der Grafen von Roussillon
Karolingische Grafen:
- Gauzhelm von Roussillon (812–832), Sohn Wilhelms von Gellone
- Berengar von Toulouse (832–835)
- Bernhard von Septimanien (835–844), Bruder Gauzhelms
- Sunifred (844–848), Sohn oder Schwiegersohn des Bello von Carcassonne
- Wilhelm von Septimanien (848–850), Sohn Bernhards von Septimanien
- Aleran (850–852)
- Isembart (850–852)
- Odalric (852–858)
- Humfried (858–864)
- Bernhard von Gothien (865–878), Neffe Wilhelms von Gellone

Die Grafen aus der Familie des Belló von Carcassonne:
- Miró der Ältere (878–895), Sohn Sunifreds I., Bruder von Wilfried dem Haarigen
- Sunifred II. (895–915), Cousin Mirós
- Bencion (915–916), Sohn
- Gausbert (915–931), Bruder
- Gausfred I. (931–991), Sohn
- Giselbert I. (991–1014), Sohn
- Gausfred II. (1014–1074), Sohn
- Giselbert II. (1074–1102), Sohn
- Girard I. (1102–1113), Sohn
- Gausfred III. (1113–1164), Sohn
- Girard II. (1164–1172), Sohn

Vereinigung der Grafschaft mit der Krone von Aragonien
- Sancho (1209–1223), Bruder von König Alfons II. von Aragonien
- Nuno Sanchez (1223–1242), Sohn